# مامی اوئنو
مامی اوئنو (ژاپنی: 上野 真実؛ زادهٔ ۲۷ سپتامبر ۱۹۹۶) یک بازیکن فوتبال اهل ژاپن است.
وی همچنین در تیم ملی فوتبال زنان ژاپن بازی کرده‌است.